# Peregrino Anselmo
Juan Peregrino Anselmo (Montevidéu, 30 de Abril de 1902 - 27 de Outubro de 1975) foi um futebolista uruguaio, campeão olímpico e mundial.

## Carreira
Centroavante de alta técnica, destacou-se no Peñarol, onde atuou por toda carreira, conquistando os campeonatos uruguaios de 1929 e 1932, depois de terminada a carreira como atleta treinou a equipe.
Peregrino fez 3 gols na Copa do Mundo de 1930, e jogaria a final contra a Argentina se não tivesse distendido o músculo da coxa na partida contra a Iugoslávia pela semifinal.
Ele também integrou o conjunto uruguaio campeão olímpico em Amsterdã em 1928.
Peregrino foi campeão Sul-Americano em 1935.